# 西角田村
西角田村（にしすだむら）は、福岡県築上郡にあった村。現在の築上郡築上町の一部。

## 地理
国見山の北麓に位置していた。
- 河川：真如寺川、上ノ河内川[1]

## 歴史
- 1889年（明治22年）4月1日 - 町村制の施行により、築城郡真如寺村、小原村、上リ松村、石堂村、上ノ河内村、有安村が合併し西角田村が成立[1][2]。
- 1896年（明治29年）4月1日 - 郡の統合により築上郡の所属となる[1][3]。
- 1943年（昭和18年）- 森林組合設立[1]。
- 1959年（昭和24年）- 西角田漁業協同組合設立[1]。
- 1955年（昭和30年）1月1日 - 築上郡椎田町、八津田村、葛城村と新設合併して椎田町が存続し、同日葛城村廃止[1][2]。

## 交通
- 1897年（明治30年）- 豊州鉄道（現日豊本線）行橋と柳ケ浦の間に開通[1]。